# Emanuel González García
Emanuel González García (ur. 25 lutego 1877 w Sewilli, zm. 4 stycznia 1940 w Madrycie) – hiszpański biskup rzymskokatolicki, biskup Málagi w latach 1920–1935, a w latach 1930–1940 Biskup Palencii, święty Kościoła rzymskokatolickiego.

## Życiorys

### Młodość
Emmanuel González García urodził się 25 lutego 1877 roku w Sewilli (południowa Hiszpania) w wierzącej rodzinie rzemieślników. Był czwartym z pięciu synów. Od dzieciństwa uczył się miłości do Sakramentu Eucharystii i Matki Bożej, należał do dziecięcego chóru katedralnego, który towarzyszył uroczystościom Ciała i Krwi Pańskiej i Niepokalanej. Stała obecność Kościoła w jego życiu przyczyniła się do tego, że postanowił zostać księdzem. Egzamin wstępny do seminarium zdał bez wiedzy rodziców (którzy później poparli jego wybór). Podczas studiów pracował w charakterze służącego, by nie obciążać finansowo rodziny.

### Prezbiteriat
21 września 1901 roku bł. kard. Marcelo Spínola y Maestre udzielił Garcíi święceń kapłańskich. W 1902 roku w czasie misji w Palomares del Rio podczas modlitwy przed Najświętszym Sakramentem przeżył doświadczenie obecności Chrystusa, co wyznaczyło jego dalszą działalność jako kapłana. W latach 1905–1916 był proboszczem w Huelvie. Środowisko, w którym pracował, było obojętne wobec religii, dlatego cierpliwie dążył do ożywienia wiary w swoich parafianach. Zajmował się potrzebującymi oraz podwyższeniem poziomu edukacji poprzez otwarcia szkół.
W 1910 roku założył "Dzieło Tabernakulów-Kalwarii” (Obra para los Sagrarios-Calvarios). Członkowie tej grupy w wyrażaniu miłości w podziękowaniu za miłość Jezusa w Sakramencie Eucharystii wzorowali się na Najświętszej Maryi Pannie, św. Janie Apostole i kobietach, które pozostały przy Chrystusie w czasie męki na krzyżu. Z czasem przedsięwzięcie przekształciło się w „Eucharystyczną Unię Wynagradzającą”, składającą się z grup żeńskich, męskich i dziecięcych, założonych w 1910 roku. W 1918 roku powstała grupa kapłańska, a w 1939 roku – młodzieżowa. Inicjatywa Garcíi przyczyniła się do założenia w 1921 roku Zgromadzenia Eucharystycznych Misjonarek z Nazaretu i w 1932 roku – Zgromadzenia Misjonarek Pomocnic Nazaretańskich.
18 listopada 1912 roku Emmanuel González García (został przedstawiony jako „apostoł Eucharystii”) podczas audiencji u Piusa X otrzymał od papieża błogosławieństwo dla dzieła, które rozszerzyło się na terenie Hiszpanii i Ameryce Łacińskiej.

### Konsekracja i działalność biskupia
Działalność Garcíi została zauważona również przez papieża Benedykta XV, który mianował 39-letniego kapłana biskupem pomocniczym Malagi. 16 stycznia 1916 roku García otrzymał z rąk kard. Enrique Almaraza sakrę biskupią. W 1920 roku został arcybiskupem tejże diecezji. Gdy obejmował urząd ordynariusza, wydał przyjęcie dla ponad 3 tys. ubogich dzieci, podczas którego usługiwał wraz z kapłanami i seminarzystami (zwyczajowo po ingresie organizowano uroczystość dla władz miasta i duchowieństwa).
Podczas pełnienia posługi biskupiej działał na rzecz rozwoju oświaty i katechezy parafialnej. Promował powołania kapłańskie. Wsparł budowę seminarium, w którym Eucharystia stanowiła centrum każdego wymiaru formacji. Założył czasopismo „Ziarenko piasku”. Swoją postawą i przykładem życia zalecał dążenie do świętości poprzez „stawanie się hostią w łączności z Hostią konsekrowaną”, czyli „ofiarowanie siebie Bogu dla bliźnich w sposób całkowity i nieodwołalny”.

### Okres prześladowania i śmierć
W okresie rządów republikańskich Emmanuel González García był atakowany przez przeciwników Kościoła. W maju 1931 roku podpalono jego rezydencję, biskup zmuszony został do opuszczenia Malagi. Przeniósł się do Gibraltaru, aby uchronić osoby, które dotychczas udzielały mu schronienia przed prześladowaniami. Od roku 1932 kierował diecezją z Madrytu. 5 sierpnia 1935 roku otrzymał nominację na ordynariusza Palencii (północna Hiszpania).

Zmarł 4 stycznia 1940 roku. Pochowany został w katedrze w Palencii. Na płycie nagrobku polecił umieścić napis: 

Proszę, by mnie pochowano w pobliżu tabernakulum,
aby moje kości po śmierci, tak jak mój język i pióro za życia,
wciąż głosiły przechodniom:
Tu jest Jezus! Jest tutaj! Nie zostawiajcie Go samego!

## Beatyfikacja i kanonizacja
6 kwietnia 1998 roku papież Jan Paweł II wydał dekret o heroiczności cnót bł. Emanuela. 20 grudnia 1999 roku podpisał dekret, którym zatwierdził świadectwo o cudownym uzdrowieniu za wstawiennictwem Emanuela Gonzáleza Garcíi. 29 kwietnia 2001 roku w Rzymie odbyła się beatyfikacja biskupa. Wraz z nim beatyfikowano Karola Rodrígueza, Marię Annę Blondin, Katarzynę Volpicelli oraz Katarzynę Cittadini. 3 marca 2016 papież Franciszek uznał cud za wstawiennictwem bł. Emanuela Gonzáleza Garcí. Data kanonizacji przyszłego świętego została ogłoszona na konsystorzu, który odył się 20 czerwca 2016. Papież Franciszek na konsystorzu z kardynałami zapowiedział na 16 października 2016 uroczystą kanonizację hiszpańskiego biskupa.
16 października 2016, podczas uroczystej mszy świętej na placu Świętego Piotra w Watykanie, bł. Emanuel González García z sześcioma innymi błogosławionymi, (Józefem Gabrielem Brochero, Józefem Sánchez del Río, Elżbietą od Trójcy Przenajświętszej, Alfonsem Marią Fusco, Ludwikiem Pavoni i Salomonem Leclerc), został przez papieża Franciszka ogłoszony świętym i włączony w poczet świętych Kościoła katolickiego.